# 欧洲玉米螟
欧洲玉米螟，又稱歐洲玉米蟲，是草螟科下的物種。該物種為重要農業害蟲，對穀物類農作物具有強大的破壞力，尤其是玉米。原生於歐洲，會寄生於各種黍類上，包括高粱。欧洲玉米螟於1917年在麻薩諸塞州首度出現，也是北美首度記錄，可能在有紀錄的前幾年從歐洲入侵過來的。現時該蛾的分布已擴散至整個北美西部，從美國洛磯山脈橫跨加拿大南部。
成年欧洲玉米螟大約25（0.98英寸）釐米長，翼展約26—30（1.0—1.2英寸）釐米長。 雌性為淡黃棕色，翅膀有深色不規則的波浪狀細帶，雄性較小且顏色較深。
欧洲玉米螟幼蟲對玉米造成的農業損失很大，它們會啃食玉米體內許多部位造成玉米無法生成種子，降低玉米產量。

## 地理範圍
欧洲玉米螟自然分布在歐洲，在20世紀初時被意外引入北美。 這種草螟已在歐洲部分國家造成玉米大量減產之災情。在北美該草螟分布在東加拿大到洛磯山脈東部之所有州。

## 生命週期
欧洲玉米螟的生命週期分為四個階段。依序為：卵、幼蟲、蛹、成蟲。這種草螟在幼蟲期即具有造成損害玉米的潛力。幼蟲稱蛀蟲，在成蟲期稱蛾，無論是否成蟲都稱蛀蟲。成蟲雌蛾會將卵產在玉米上，幼蟲從卵中孵出。 幼蟲會有五個蛻變期、或發育階段之子階段。經過幼蟲階段後將會結成蛹進入滯育或冬眠期。在蛹階段，草螟幼蟲會吐絲懸浮在玉米莖部上面冬眠，等到氣候溫暖時，會從蛹裡變態出來，即為成蟲。幼蟲階段的長短取決於環境因素，如溫度、光照時間、營養及基因。
欧洲玉米螟的雙伏化性種群會經過兩次蛹期，第一次會在五月或六月發生，七月到八月會有第二次。冬天時欧洲玉米螟會長期維持幼蟲階段直到春天，當溫度超過攝氏10度（華氏50度）時就會有進展。 在北美玉米等農作物在這些溫暖的月份生長，且種類比歐洲來的更豐富，這些因素使這種草螟在北美有更多的食物來源。

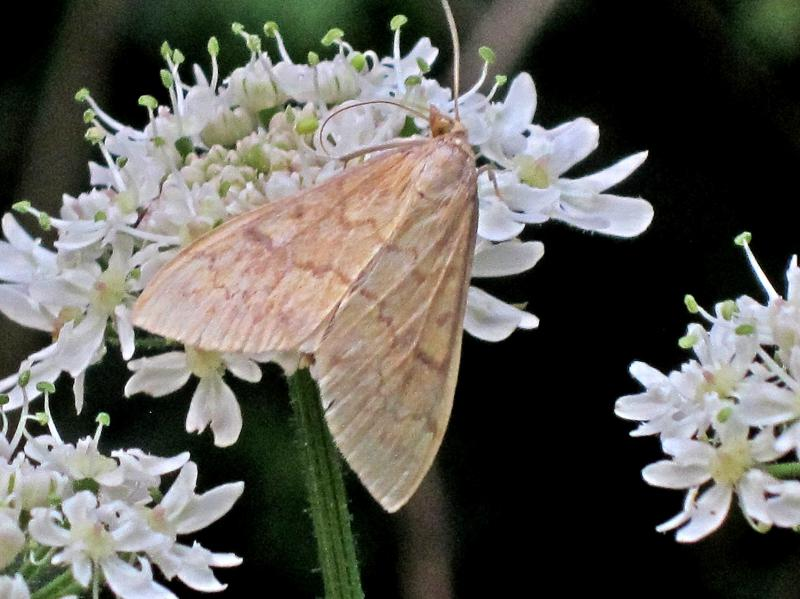
成蟲

## 交配

### 生育周期
20世紀初引入至北美的欧洲玉米螟最初在紐約建立種群，這一系種群每年產一次卵。第二批種群在馬薩諸塞州，並擴散至長島和哈德遜河谷，第二批種群每年產兩次卵。

### 一妻多夫制
若欧洲玉米螟有足夠的機會，雌性會以一妻多夫制的繁殖策略跟很多雄性草螟交配，一妻多夫制對本種雌性草螟而言恰到幾個好處。例如，多次交配能提升繁殖力及壽命，雌性草螟能多次從雄性草螟獲得營養來源及精包。此外雌性草螟跟多個雄性交配可確保該雌性能獲得足夠的精子使卵受精成功率大幅增加，並提升該雌性個體的繁殖能力，因而增加了本物種後代的遺傳多樣性，更增加了雌性個體的基因親和性，從而增加了它們交配並傳遞其個體之基因的可能性。

### 性費洛蒙
雌性欧洲玉米螟的招呼行為涉及費洛蒙腺和性費洛蒙的放出。此招呼行為受到本物種的晝夜節律影響，主要是在夜晚放出。高濕度也會影響招呼行為，當脫水、乾燥時，會減少招呼行為。 欧洲玉米螟雄性雌性皆能產生性費洛蒙 。
兩種分型的欧洲玉米螟決定了它們的溝通方式。即Z和E分型，以它們產生的乙酸11-十四碳烯酯主要異構體之立體化學命名。  E分型的費洛蒙在其雙鍵周圍有氫分子的反式構型，而Z分型具有順式構型。Z分型產生 97:3比之Z到E同分異構費洛蒙，而E分型產生4:96比Z到E同分異構費洛蒙，異構體的混合物比單個組分更有效地吸引成蟲。 Z和E分型的草螟皆能互相交配，因而產生中間變體費洛蒙。

#### 基因
雌性個體特定費洛蒙混合物的產生受單個常染色體因子控制，雜合子雌性比Z分型能產生更多的E異構體。雄性草螟的嗅覺細胞對這些費洛蒙的反應也受到有兩個等位基因的單個常染色體因子控制。嗅覺細胞的電生理信號分析表明，具有兩個E等位基因的細胞對E異構體反應強烈，對Z異構體反應較弱，但也可能產生相反的作用，此作用在純合Z雄性中發現。純合雄性的常染色體因子對費洛蒙中兩個異構體均表現出相似的神經反應。對費洛蒙的反應受兩個因子控制，Z染色體上的一個與性相關的基因和另一個常染色體上的基因。 該物種的性別由ZW性別決定系統決定性別，雄性為純合ZZ、雌性為雜合ZW。

### 性擇
雄性會產生結構上和雌性相似的性費洛蒙。雄性費洛蒙的結構對於雌性的是否能接受至關重要，雄性費洛蒙的結構會隨年齡而變，雌性會更喜歡年齡較大的雄性的費洛蒙。費洛蒙結構差異可能導致生殖隔離甚至種化，科學家認為這種進化是在某個種群中的雄性和雌性之間協調發生的。

### 產卵
一隻雌性成蟲約18到24天估計能產下400到600顆卵，雌性欧洲玉米螟大約會在六月首度產卵。卵產在玉米葉片下側的附近的中脈。大約90％的卵產在初生耳葉下方的葉子上，有相等數量的卵產在耳葉上方和下方，偏向略有偏斜位於下方的葉中，絕大多數的卵產在玉米中耳葉枝五片葉裡。 這批卵的數量通常15到30顆， 直徑約6毫米。 本物種的產卵期達14天，每天平均可產下約20到50顆卵。

### 精子產率
雄性欧洲玉米螟會產生含大量精子的精包使雌性受精，而蛋白質能讓雌性滋養大量的卵。與雌性相比產生精子的成本相對較低。雄性一生中平均交配3.8次，雄性交配之間的時間平均不會超過1.6天，每次交配都會使雄性個體的精子體積越小，精子數量的減少與雌性生殖力和生育力的降低有關，跟已經與雄性交配的雌性產下卵的數量較少。

## 寄主植物
欧洲玉米螟主要寄生在農田的玉米上並以此作物為食，也可能會寄生在甜玉米或玉米種子上。第一代草螟在春末會在寄生玉米上啃食玉米葉和莖，隨著本物種世代接下去在玉米田不停繁殖，會漸漸的啃食到玉米穗、葉鞘和穗柄，接著漸漸的將玉米啃蝕殆盡。
當玉米數量不足時，欧洲玉米螟就會去找其他作物寄生，如棉豆、辣椒、馬鈴薯、豌豆。有紀錄本物種曾在其他穀類、大豆、甚至是花卉上寄生。

## 植物病蟲害

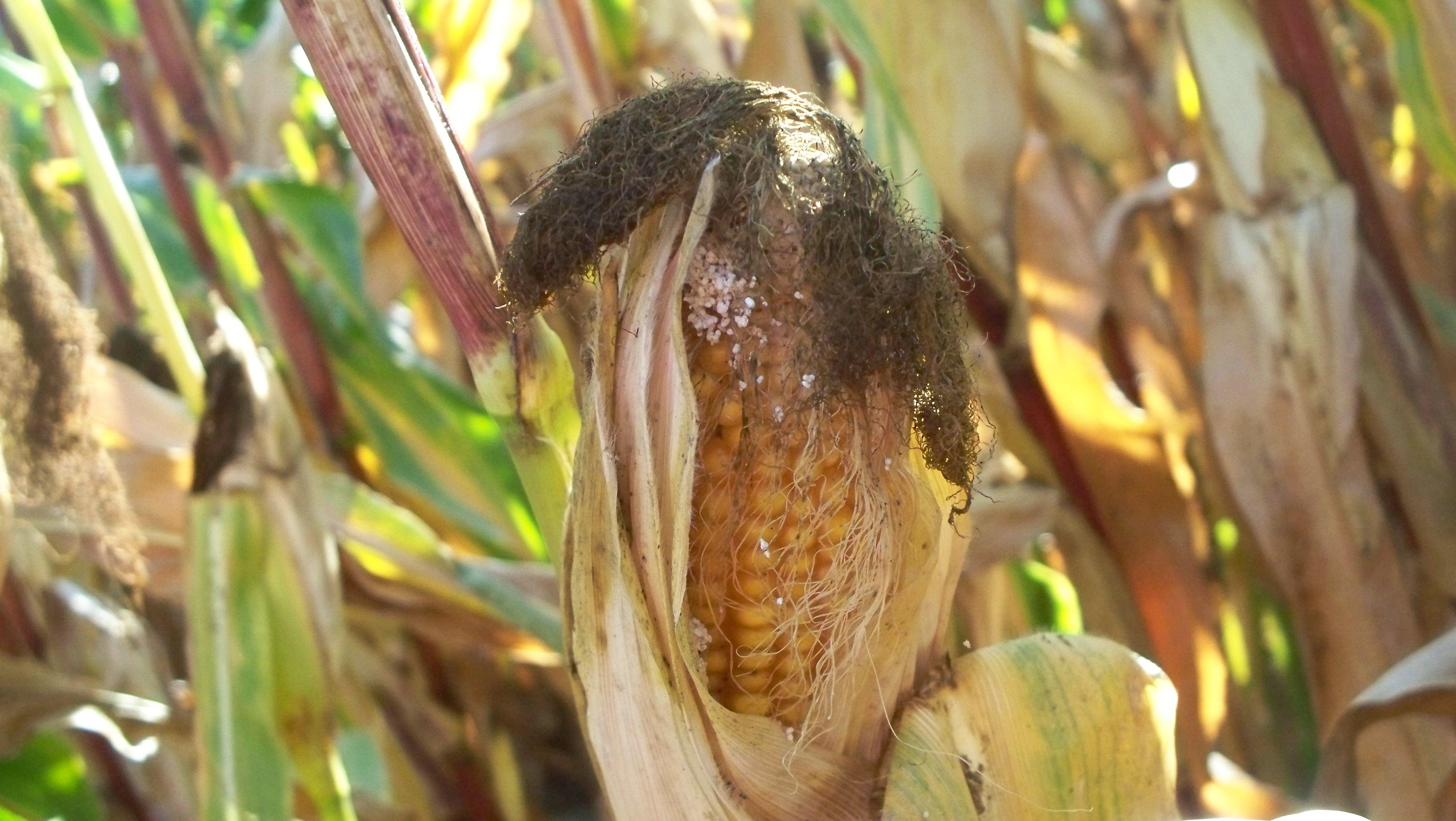
被欧洲玉米螟破壞的玉米

歐洲玉米螟會在植物體上，尤其喜愛在玉米身上鑽出孔洞而得名，其英文名反映了本物種的習性，borer意為鑽孔者。歐洲玉米螟會損壞玉米葉子使其減少光合作用效率，玉米桿的損壞更會減少植物體可運輸至耳葉的水分和養分，當耳葉被啃食就會導致玉米收成量減少，穗柄被啃食會導致耳葉掉落，使玉米無法收成。

### 生物防治
現時對歐洲玉米螟的生物防治方案有：寄生型膜翅目紅眼鋒屬（Trichogramma）物種、菌類巴氏蠶白殭菌（Beauveria bassiana）和原生動物玉米螟微孢子蟲（Nosema pyrausta）。
一種名為Bt玉米的基因改造玉米，含有一個合成殺蟲轉基因源自於蘇雲金芽孢桿菌K型（Bacillus thuringiensis kurstaki），會產生能殺死歐洲玉米螟幼蟲的蛋白質使該物種無法在有Bt玉米的玉米田繁殖。
未成熟的玉米芽會積聚殺蟲效能強大的一種抗生素異羥肟酸DIMBOA，對多種害蟲具有天然防禦作用，並且還會引起未成熟的玉米對歐洲玉米螟的抗性，進而使玉米對該物種產生殺蟲作用。

## 外部連結
- European corn-borer at UKMoths （页面存档备份，存于）
- European corn borer （页面存档备份，存于）
- Lepiforum.de （页面存档备份，存于）